# Tokod
Tokod (németül: Erbstolln) nagyközség Komárom-Esztergom vármegyében, az Esztergomi járásban.

## Fekvése
Komárom-Esztergom vármegyében, a Gerecse hegység keleti nyúlványai alatt fekvő település, Táttól délre és Dorogtól nyugatra. Közeli nagyobb települések még Nyergesújfalu 12,5 kilométerre északnyugatra és Esztergom 8,5 kilométerre északkeletre.
Közúton elérhető a 10-es főúton, központjába az abból leágazó 1118-as és 1119-es utak vezetnek, Ebszőnybánya településrészén pedig az 1106-os és 1119-es utakat összekötő 1121-es út halad végig. A települést a tranzitforgalom alól a tőle nem messze északra húzódó 117-es főút tehermentesíti.
Vonattal az Esztergom–Almásfüzitő-vasútvonalon érhető el a település, amelynek saját vasútállomása (Tokod vasútállomás) is van a vonalon.

## Története
Környéke már ősidők óta lakott helynek számít. Területén bronzkori, római és honfoglalás kori leletek kerültek elő.
Itt találták meg a késő római korból származó, 120×140 méter területű, 1,5 m falátmérőjű, 11 kerek toronnyal rendelkező ún. Castrumot, melynek díszes kapuja és fürdője is volt. Találtak itt kerámiaégető, üveg- és fémolvasztó-kemence maradványokat is, melyek azt bizonyítják, hogy a rómaiak már ismerték és használták a helybeli szenet, sőt voltak előre gyártott épületelemeik is.
A települést először 1181-ben említik az oklevelekben, ekkor határát is leírják. Ekkor az esztergom-szentkirályi szerzetesek tulajdona.
A települést a tatárok teljesen feldúlták. A 15. században az esztergomi keresztesek is szereztek itt birtokot. 1543-ban a törökök foglalták el, s tették ismét néptelenné.
A falu ez idő tájt Pilis vármegyéhez tartozott, s az esztergomi érsekségé lett, mely itt templomot épített.
A törökök feletti győzelmet Tokod és Tát között vívták ki.
Tokod a török felszabadító harcok során ismét elpusztult.
A 18. század elején birtoka volt itt az esztergomi szemináriumnak is.
Az 1784–1788-as II. József-féle népszámlálás idején is a szeminárium tulajdona volt a település. Ekkor 706 lakos élt itt, és 120 lakóház volt a községben.
Tokod nagyobb arányú fejlődését az itt talált szén és a szénvagyonra települt iparosodás mozdította elő.
A szénbányászat a településen és környékén a 19. század első felében indult virágzásnak. (lásd: Dorog szénbányászata)
A szénen kívül a Gerecse sziklás oldalain mészkövet is bányásztak.
A vasút kiépítésének hatására 1892-től a környéken fellelhető kvarchomokra üveghuta, majd üveggyár épült. A gyárak leendő munkásai részére "letelepítő" lakótelepet építettek (Tokod-Üveggyár).
1992-ben Tokodaltáró kivált a településből.

## Nevének eredete
A település – a hagyományok szerint – egy Tokod nevű vitézről kapta nevét.

## Közélete

### Polgármesterei
- 1990–1992: Csipke László (független)[3]
- 1992–1994: Csipke László (nem ismert)[4]
- 1994–1998: Soós József (független)[5]
- 1998–2002: Pánczél Mihály (független)[6]
- 2002–2006: Pánczél Mihály (független)[7]
- 2006–2010: Pánczél Mihály (független)[8]
- 2010–2014: Tóth Tivadar (független)[9]
- 2014–2019: Tóth Tivadar (független)[10]
- 2019–2024: Bánhidi László (független)[11]
- 2024– : Bánhidi László (független)[1]

1992. november 29-én időközi választást tartottak a településen Tokodaltáró kiválása miatt, amin az addigi tokodi polgármestert megerősítették a pozíciójában.

## Népesség
A település népességének változása:
| Lakosok száma | 4137 | 4099 | 4036 | 4217 | 4200 | 4006 | 4149 | 4206 | 4269 |
|               | 2013 | 2014 | 2015 | 2017 | 2018 | 2021 | 2022 | 2023 | 2024 |

A 2011-es népszámlálás során a lakosok 85,4%-a magyarnak, 1% cigánynak, 1,1% németnek, 0,2% románnak mondta magát (14,5% nem nyilatkozott; a kettős identitások miatt a végösszeg nagyobb lehet 100%-nál). A vallási megoszlás a következő volt: római katolikus 42%, református 4,7%, evangélikus 0,4%, görögkatolikus 0,2%, felekezeten kívüli 18,8% (32,9% nem nyilatkozott).
2022-ben a lakosság 87,4%-a vallotta magát magyarnak, 0,9% németnek, 0,9% cigánynak, 0,3% szlováknak, 0,2% románnak, 0,1% bolgárnak, 1,8% egyéb, nem hazai nemzetiségűnek (12,3% nem nyilatkozott; a kettős identitások miatt a végösszeg nagyobb lehet 100%-nál). Vallásuk szerint 29,2% volt római katolikus, 3,7% református, 0,5% evangélikus, 0,5% görög katolikus, 1,3% egyéb keresztény, 1% egyéb katolikus, 22,3% felekezeten kívüli (40,9% nem válaszolt).

## Nevezetességei
- Bronzkorból származó földvár, a Kis-Gete melletti leshegyen található.
- Castrum, késő római tábor. Falai a másfél méter vastagságot is elérték. Alapterülete 120×140 méter volt. 11 kerek toronnyal, díszes várkapuval és fürdővel is rendelkezett.
- Szent Márton tiszteletére szentelt műemlék római katolikus temploma a 18. század végén barokk stílusban épült.
- Műemlék barokk stílusú kör alakú kápolna.
- A tokodi pincéknél halad a Kinizsi Százas teljesítménytúra, a falu lakói frissítőket szolgáltatnak a túrázóknak. Az Országos Kéktúra is áthalad Tokodon.

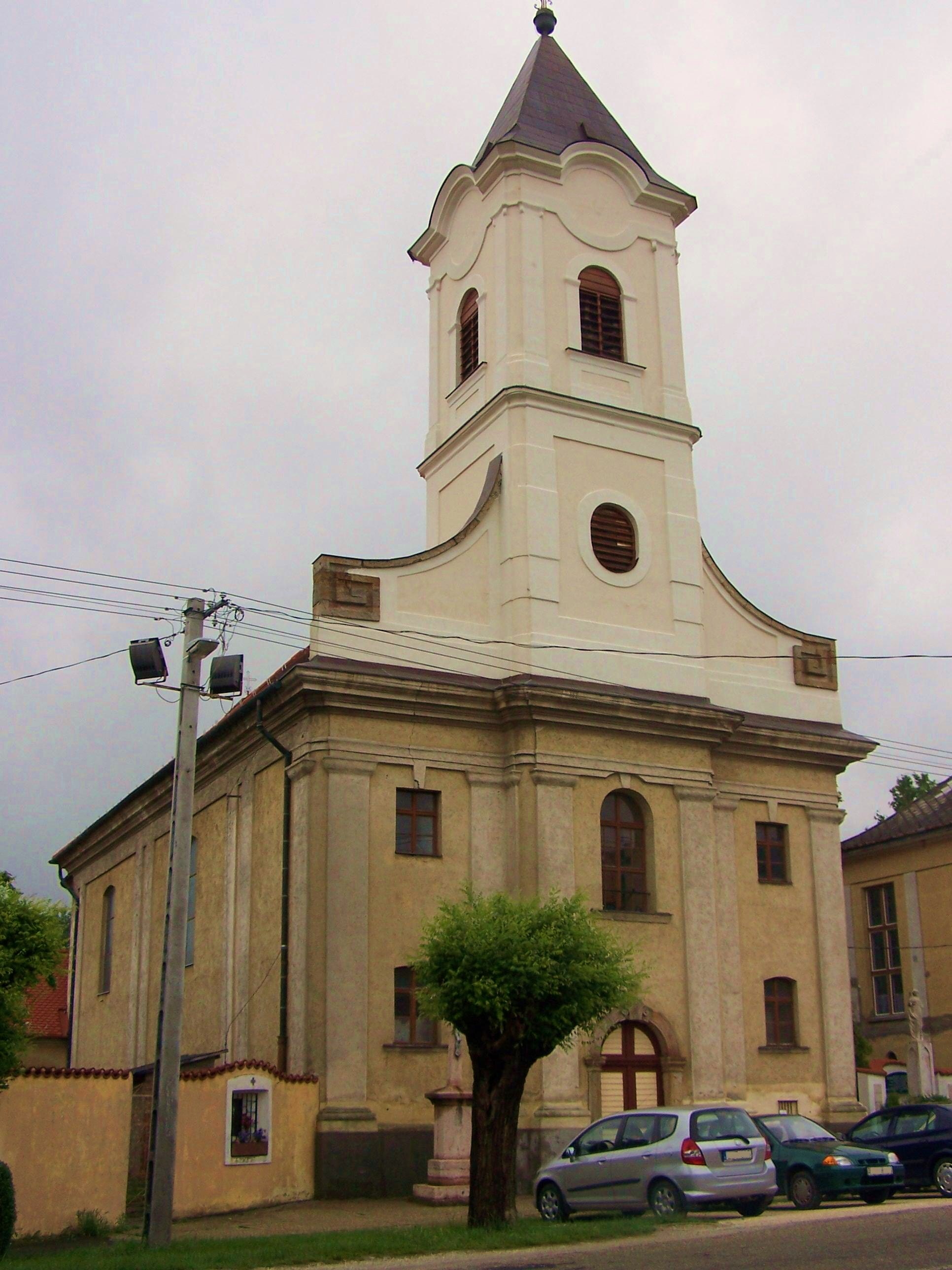
Szent Márton templom
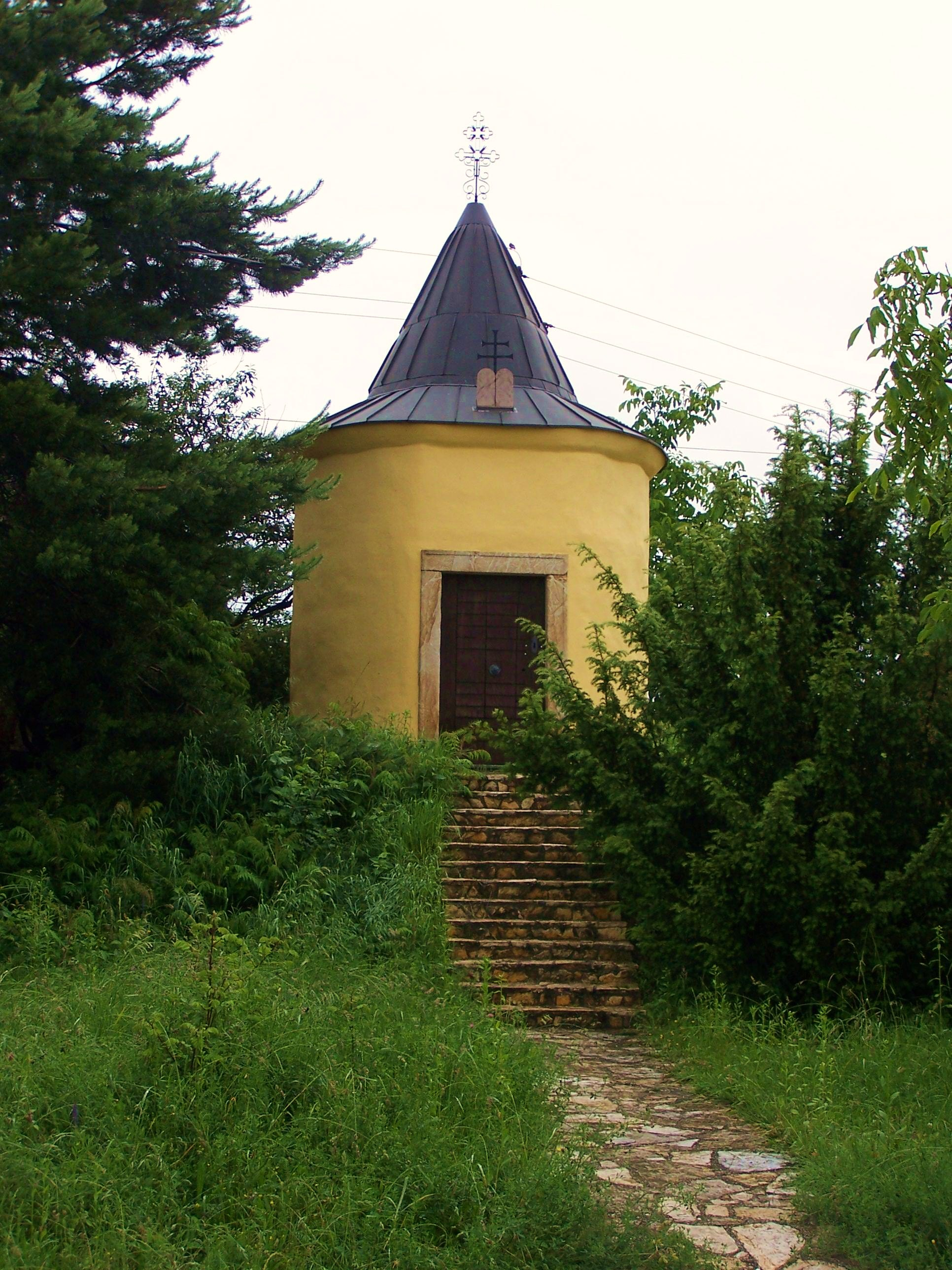
Szentháromság kápolna
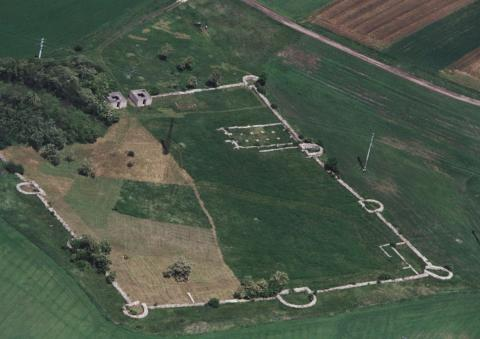
A Castrum légifotója